# Eudemão (procurador)
Flávio Eudemão (em latim: Flavius Eudaemon; em grego: Ευδαιμων; romaniz.: Eudaimon) foi um oficial romano do século III/IV. Um homem egrégio, exerceu a função de procurador no Egito, talvez em ca. 274.